# 2 cm Flak 30/38
20-мм зенітна гармата FlaK 30/38/Flakvierling (нім. 2,0 cm Flugzeugabwehrkanone 30) — німецька зенітна гармата періоду Другої світової війни. 20-мм зенітна гармата Flak 30 (нім. Flugabwehrkanone 30) та її удосконалена версія Flak 38 застосовувалися повсюдно Збройними силами Німеччини та її сателітами протягом усієї світової війни й належала до однієї з найрозповсюдженіших гармат воєнного часу. Модифікація Flakvierling 38 була зчетвереною версією Flak 38.

## Тактико-технічні характеристики
| ТТХ модифікацій FlaK 30                   |                      |                        |                        |      |
|                                           | FlaK 30              | FlaK 38                | FlaKvierling 38        |      |
| Калібр, мм                                | 20                   | 20                     | 20                     | 20   |
| Компанія-виробник                         | Rheinmetall Borsig   | Mauser                 | Mauser                 |      |
| Рік прийняття на озброєння                | 1935                 | 1938                   | 1940                   |      |
| Кількість виробів                         | 8 000+               | 40 000+                | 3 768                  |      |
| Бойова маса, кг                           | 450                  | 405                    | 1509                   |      |
| Маса транспортна, кг                      | 770                  | 860                    | 2100                   |      |
| Довжина, м                                | 4,08                 | 4,08                   | 4,08                   | 4,08 |
| Ширина, м                                 | 1,81                 | 1,81                   | 1,81                   | 1,81 |
| Висота, м                                 | 1,6                  | 1,6                    | 1,6                    | 1,6  |
| Обслуга, чол                              | 7                    | 7                      | 8                      |      |
| Максимальна швидкість стрільби, постр/хв. | 280                  | 450                    | 1800                   |      |
| Ефективна швидкість стрільби, постр/хв.   | 120                  | 180                    | 800                    |      |
| Дульна швидкість, м/с                     | 900                  | 900                    | 900                    | 900  |
| Стеля стрільби, м                         | 3200                 | 3200                   | 3200                   | 3200 |
| Кут наведення по горизонту, °             | 360                  | 360                    | 360                    | 360  |
| Кут наведення по вертикалі, °             | −12…+90              | −20…+90                | −10…+100               |      |
| Боєкомплект, пострілів                    | 360                  | 600                    | 600 + 1800 — трейлер   |      |
| Живлення боєприпасами                     | Короб на 20 снарядів | Барабан на 50 снарядів | Барабан на 20 снарядів |      |
| Приціл                                    | Flakviser 35         | Flakviser 38           | Flakviser 40           |      |
| Максимальна швидкість на шосе, км/год     | 60                   | 60                     | 60                     |      |

## Відео
- 2 cm FlaK 30 [Архівовано 28 листопада 2016 у Wayback Machine.]